# CZ 75手槍

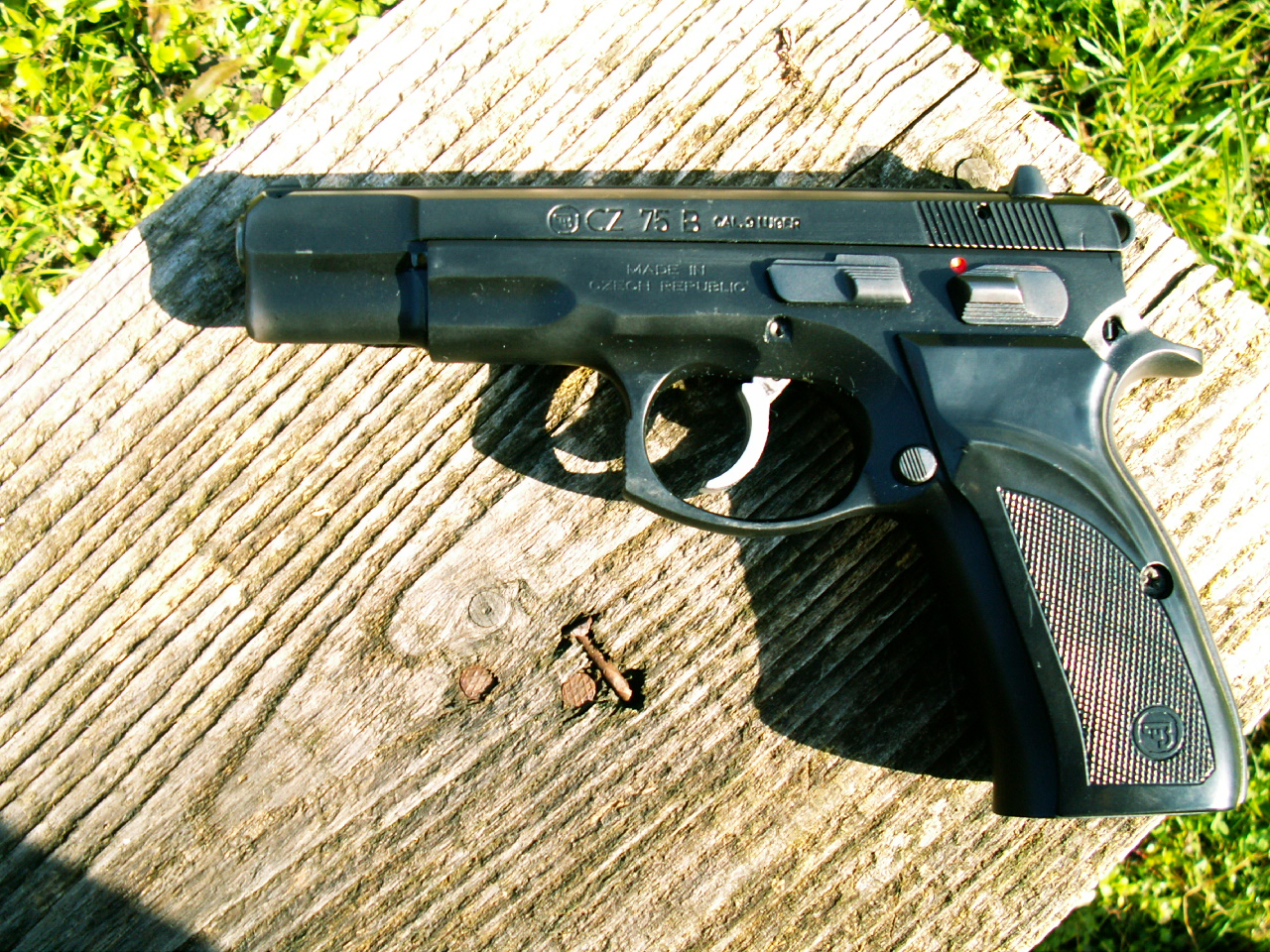
CZ 75B

CZ 75是由捷克斯洛伐克（現捷克共和國）捷克兵工厂生產的半自動手槍。

## 歷史
在兩次世界大戰期間，捷克斯洛伐克的軍事工業一直都佔國家經濟收入相當重要的部份，武器出口同時亦佔了國家所出口貨品的一大部份。然而，該國在1948年共產黨策動政變後將國內所有的重工業都國有化，並斷絕了對西方國家的出口。而在當時大多數華沙條約國家都傾向依賴從蘇聯引進武器的同時，捷克斯洛伐克的軍事工業則傾向保持本土化（比如捷克斯洛伐克人民軍所裝備的制式步槍為獨自開發的vz. 58，而非像其他社會主義國家般直接採用或仿製卡拉什尼科夫自動步槍）。
在二戰過後，約瑟夫和弗朗泰斯 ·庫斯基兄弟成為了烏爾斯基·布羅德兵工廠最重要的工程師 。他們在一定程度上參與了設計該公司在戰後生產的武器。於1969年，弗朗泰斯·庫斯基才剛剛退休，但公司仍然希望他能設計出一把9×19毫米魯格口徑的手槍。跟弗朗泰斯先前的工作不一樣，這次他可以完全自由地發揮，從頭開始地設計出這把槍。因此他在設計該槍時加入了許多創新的原素。
儘管CZ 75是為出口而設計（由於捷克斯洛伐克是華約國家，所以無法裝備與其他成員國口徑不一致的武器），庫斯基兄弟有關該設計的國內專利被列為“秘密專利”。因此在初時只有少數人知道該槍的存在，同時亦沒有人能夠在捷克斯洛伐克登記相同的設計。
在此同時庫斯基兄弟和烏爾斯基·布羅德兵工廠都被禁止在國外申請專利保護。於是，大量槍械生產商便把握商機，仿製出一些基於CZ 75設計的手槍。
CZ 75直到1985年之前都還沒有在捷克斯洛伐克境內銷售，而且是在1989年天鵝絨革命發生以後它才開始被捷克軍隊所採用。
另外由於價格便宜、工藝水準不錯、精度高及性能優異等因素，CZ 75除了裝備了多個國家的軍隊和警察外同時也廣泛地被射擊選手所使用。該槍也是目前在捷克境內最普遍的民用手槍。

## 設計
CZ 75是一款採用短行程後座作用、閉鎖式槍膛運作的半自動手槍，它採用了類似於白朗寧大威力半自動手槍的槍管擺動式閉鎖機構，其原理是槍管和滑套最初會受到後座力而後移，直到槍管膛室下方的一個凸耳裝置解鎖，使槍管與滑套分離。
該槍的大部份型號都具備單／雙動模式，並在底把左邊設有一個手動保險，射手需在上膛後把它向上推，此時手槍的扳機被鎖定而無法開火，因此能夠被安全攜行。由此可見CZ 75在這方面也跟白朗寧大威力半自動手槍有些相似，這種攜帶方式被稱為“固鎖待發”（英語：cocked and locked），常見於單動式半自動手槍，卻鮮有被具備單／雙動功能的半自動手槍採用（因為大多數具備單／雙動功能的半自動手槍都設有待擊解脫桿，而早期型CZ 75則没有）。而部份較新的型號則配備一個具待擊解脫功能的保險。
與大多數半自動手槍不同的是， CZ 75的滑套導軌是從外側整個嵌入滑套外側的導槽內，即是框架包住滑套導軌，而非大多數半自動手槍的滑套包住框架上的導軌，據指這樣能夠減少滑套的横向鬆動，有利於提升精度。另一款採用類似設計的手槍還有瑞士的SIG P210手槍。
此槍的載彈量基於型號及口徑而不同，標準型發射9毫米鲁格弹，並以15發彈匣供彈。

## 仿製
由於CZ 75曾一度在西方國家流行起來，加上在共產黨執政時期不受專利保護，因此有廠商生產了其仿製型或衍生型以供當地採用和出口。
當中包括智利的「FN-750」、朝鮮民主主義人民共和國的「白頭山手槍」、中華人民共和國的「NZ 75」、土耳其的「Kılınç 2000」、以色列的「耶利哥941」（Jericho 941）及「Cherokee」、意大利的「Tanfoglio Force」及瑞士的「Sphinx 3000」等。

## 衍生型
以下是CZ 75的衍生型：

### 标准型

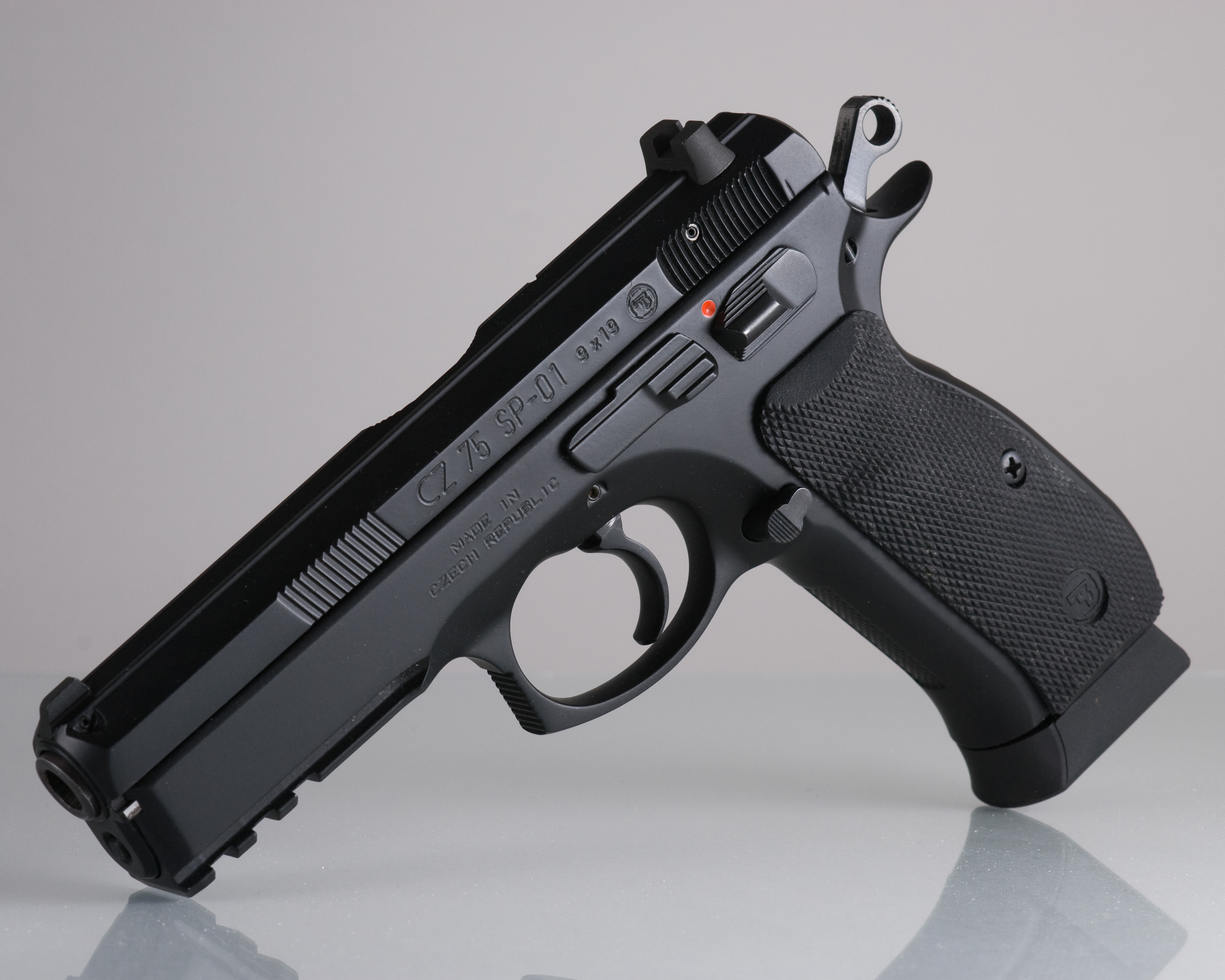
CZ 75 SP-01

- CZ 75B
- CZ 75B SA
- CZ 85
- CZ 85B
- CZ 75BD
- CZ 75 DAO
- CZ 75 SP-01
- CZ 75 P-09

### 紧凑型
- CZ 75 Compact
- CZ 75D PČR Compact
- CZ 75 P-01
- CZ 75 D Compact
- CZ 75 P-06
- CZ 75 P-07

### 特殊型號

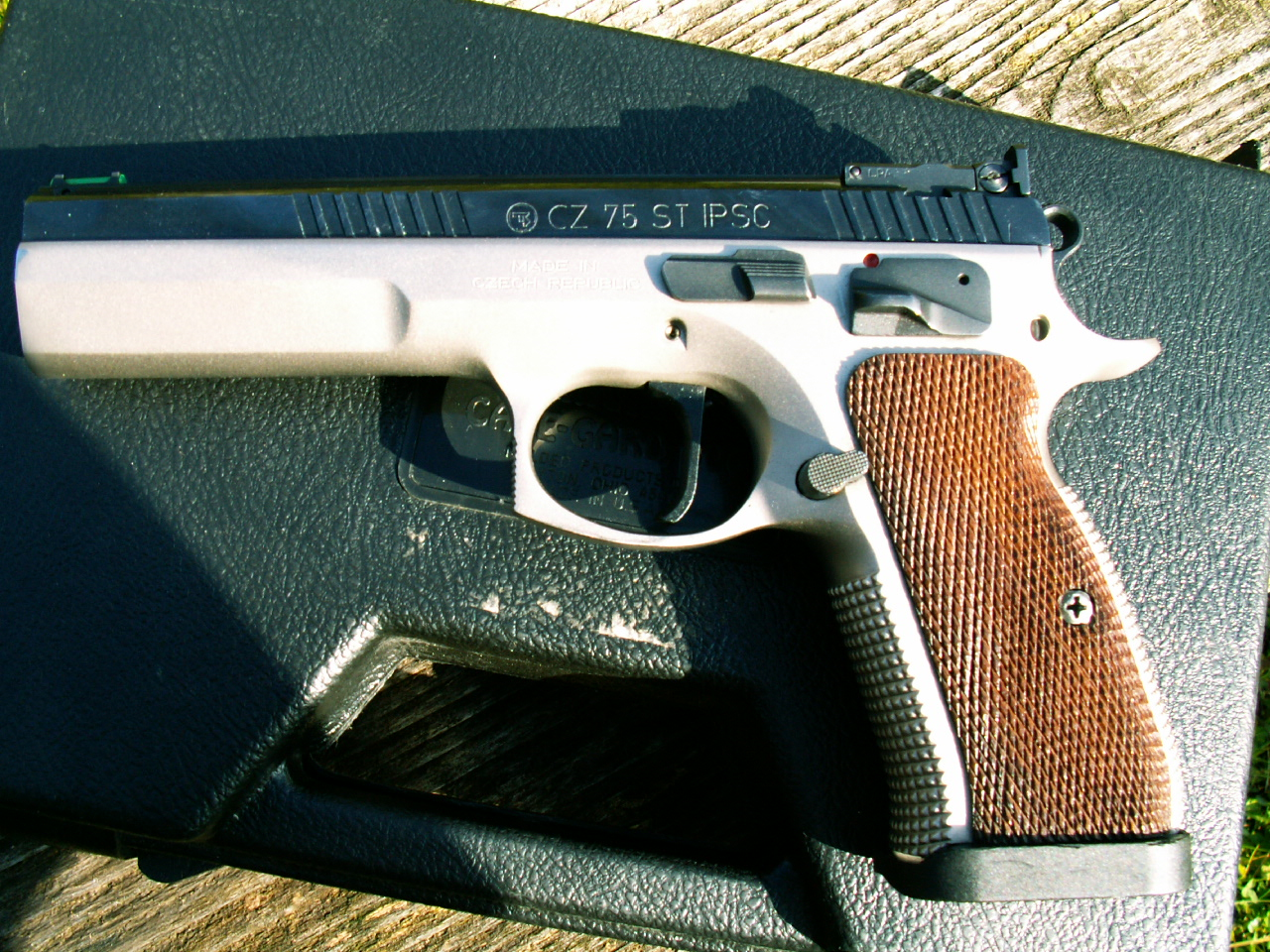
CZ 75 Standard IPSC

- CZ 75 Standard IPSC
- CZ 75戰術運動型
- CZ 75 Kadet
- CZ 75衝鋒手槍型

### 外國仿製及改良型
- FAMAE FN-750（智利）
- 白頭山手槍（朝鮮民主主義人民共和國）
- NZ 75（中華人民共和國）
- Kılınç 2000（土耳其）
- Jericho 941（以色列）
- BUL Cherokee（以色列）
- Tanfoglio T95（意大利）
- Tanfoglio Force（意大利）
- Sphinx 3000（瑞士）
- JSL Spitfire（英國）

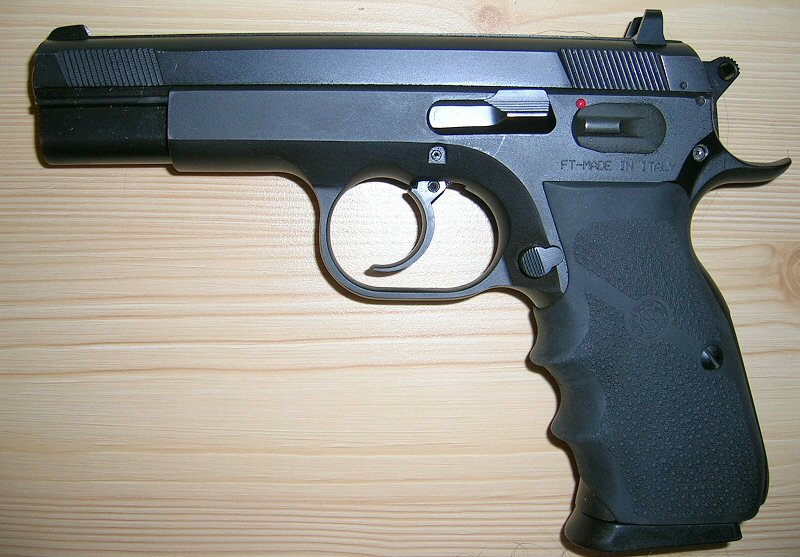
Tanfoglio T95

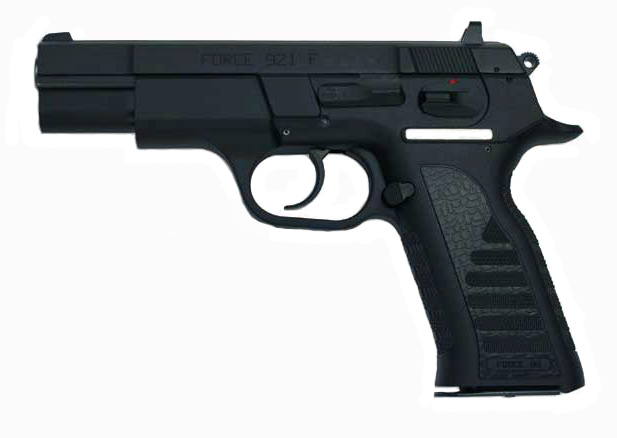
Tanfoglio Force

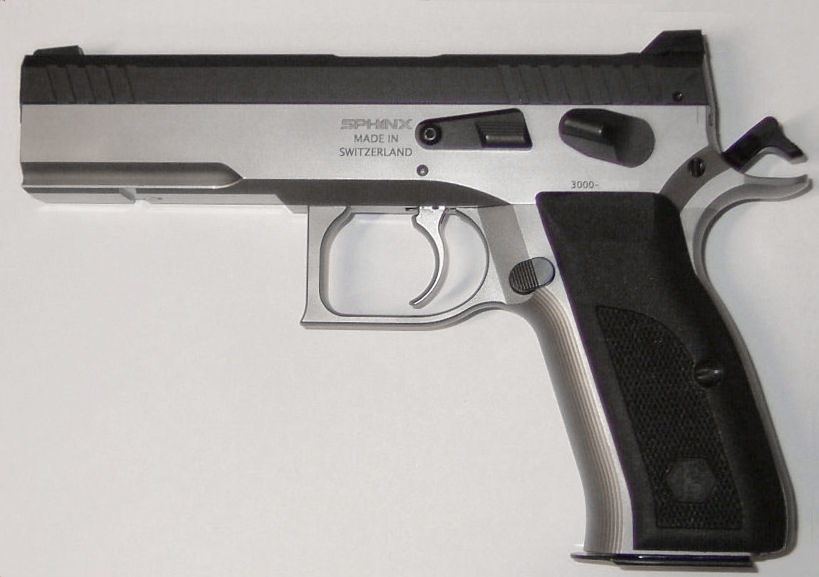
Sphinx 3000

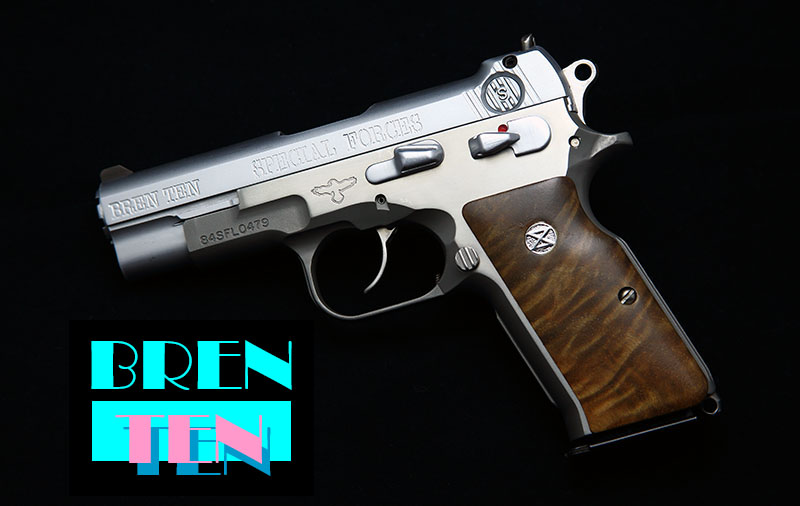
Bren Ten

- Povzbroj PS-97 Arrow（斯洛伐克）
- Bren Ten（美國）

## 使用者
- 阿富汗
- 阿尔巴尼亚
- 阿根廷
  - 警察機關
- 巴西
- 保加利亚
- 柬埔寨
- 智利
- 哥伦比亚
- 古巴
  - 古巴革命武裝部隊
- 捷克
  - 捷克共和國武裝部隊（英语：Military of Czech Republic）
  - 警察機關
- 埃及
- 芬兰
- 法國
  - 警察機關
- - 喬治亞陸軍
- 希腊
- 印度
- 伊朗
- 伊拉克
- 伊拉克库尔德斯坦
- 以色列
- - 內務部特種部隊
  - 被列為獎勵武器（俄语：Наградное оружие）
- - 被列為獎勵武器（俄语：Наградное оружие）
- 黎巴嫩
- 立陶宛
- 墨西哥
- 摩尔多瓦
- 纳米比亚
- - 朝鮮人民軍空軍、軍官及特種作戰軍（採用中國製NZ 75仿製型及當地生產的白頭山手槍）
- 北馬其頓
- 菲律賓
- 波蘭
  - 警察機關
- 羅馬尼亞
- 俄羅斯
  - 內務部特種部隊
  - 司法部土星特別用途單位
  - 被列為獎勵武器（俄语：Наградное оружие）
- 新加坡
- 斯洛伐克
  - 特警單位
- 斯洛維尼亞
  - 警察機關
- 南非
- 苏联
  - 格魯烏特種部隊
- 西班牙
- 苏丹
- 瑞典
- 泰國
  - 泰國皇家軍隊
  - 內務部
- 土耳其
  - 警察機關
- 乌克兰
- 英国
  - 地方警察單位
- 美国
  - 部份地方警察局

## 流行文化

### 電影
- 1992年—：由「獨眼龍」（郭追飾演）所使用。
- 2009年—：原為威廉·韋克斯勒（阿明·穆勒-施塔爾飾演）所持有，於電影尾段由路易斯·塞林格（克萊夫·歐文飾演）所使用（没開火）。
- 2011年—《沙漠神兵》：由塔利班領袖艾哈邁德·謝夫（拉茲·德根飾演）所使用。
- 2013年—：被朱利安的助手所使用，雙持時由右手持有（左手則是CZ 75 P-07）。
- 2016年—《湄公河行動》：由派往泰國和金三角地區執行任務的中國公安和毒販所使用。
- 2020年—《鋼鐵雨：深潛行動》：由朝鮮人民軍士兵所使用，扮演現實中的白頭山手槍。
- 2023年—《周處除三害》：由男主角陳桂林（阮經天飾演）用在公祭射殺鐵頭哥。

### 電視劇
- 《極限權利系列》
  - 第一季：由反全球化恐怖組織（CZ 75）和愛爾蘭共和軍（CZ 75B）的成員所使用。
  - 第二季：型號為CZ 75B，於第6集由一名格魯吉亞叛軍威脅艾丹·登普西上校時所使用。

### 電子遊戲
- 2009年—《俠盜獵車手IV：失落與詛咒》：型號為CZ 75衝鋒手槍型，命名為「9mm連發手槍」，可全自動射擊，以17發彈匣供彈。
- 2010年—：於戰役模式、聯機模式及殭屍模式中皆有出現。為標準型及衝鋒手槍型，以12發彈匣（戰役模式雙持時為20發）供彈，最高攜彈量為72發（戰役模式）、300發（戰役模式全自動）、320發（戰役模式雙持）、96發（聯機模式）、135發（殭屍模式）和228發（殭屍模式雙持）。奇怪地會在1960年代出現。戰役模式中由美國中央情報局特別活動部隊員傑森·哈德森、亞歷克斯·梅森、丹尼爾·克拉克博士、蘇聯軍隊、古巴軍隊和越共游擊隊所使用；聯機模式時於等級18解鎖，並可以使用全自動（衝鋒手槍型）、升級機械瞄具、雙持、抑制器、延長彈匣（增至18發）。
- 2012年—：型號為衝鋒手槍型，以12發彈匣供彈，於2014年一次更新後實裝。奇怪地没有無彈後定（在續作《絕對武力2》的2025年8月更新中修正了換彈動作，並增加了“戰術性”換彈動作，不過在殘彈數並非為0時換彈玩家角色仍然會拉動滑套）。
- 2012年—《战争前线》：型号为冲锋手枪型与战术运动“捷克队友”竞赛衍生型，均为抽奖武器并以副武器之姿出现并可被所有职业使用：
  - 冲锋手枪型命名为“CZ-75”。以12发弹匣供彈，可以改裝枪口配件（通用消音器、手槍消音器、手槍制退器、手枪刺刀），无法改装瞄准镜。拥有黄金版本，提高伤害与载弹量。
  - 战术运动“捷克队友”竞赛衍生型命名为“CZ-75 Czechmate Parrot”，以15发弹匣供彈，可以改装瞄准镜（C-More系統紅點瞄準鏡），无法改装枪口。拥有黄金版本，强化射速与载弹量。
- 2015年—：型號為CZ 75衝鋒手槍版本，命名為“C75 Auto”，載彈量為26+1發。由第二年第四賽季登場的大韓民國陸軍707特殊任務營幹員所使用。
- 2016年—《少女前線》：手槍型戰術人形，圖鑑編號166，只有特定活動開放獲得。
- 2018年—《Entry Point》：归类为手枪，命名为UP9。弹匣容量为12+1，枪口配件为消音器，消焰器，制退器。

### 動畫
- 2003年—《神槍少女》：由黎各所使用。
- 2006年—：由真主黨司令官，竹中所使用。

### 漫畫
- 2004年—《家庭教師HITMAN REBORN!》：里包恩的愛槍，在動畫中是由寵物列恩所變化。

## 外部連結
- （英文）—Modern Firearms—CZ 75 pistol（页面存档备份，存于）
- （中文）—槍炮世界—CZ75手枪系列（页面存档备份，存于）